# Астрагал саралинский
Астрагал саралинский (лат. Astragalus saralensis) — вид двудольных растений рода Астрагал (Astragalus) семейства Бобовые (Fabaceae). Впервые описан российским ботаником Николаем Фёдоровичем Гончаровым.

## Распространение и среда обитания
Известен с азиатской части России (Сибирь) и из Монголии (аймак Хувсгел); отдельные источники расширяют ареал до востока Казахстана и северо-запада Китая.
Растёт на лугах, в тундре и мелколесье.

## Ботаническое описание
Многолетнее травянистое растение с голым либо слабоопушённым стеблем высотой 30—45 см.
Листья сложные, состоят из продолговато-яйцевидных листочков, голых сверху и слабоопушённые снизу.
Соцветие кистевидное, рыхлое, несёт по 7—12 цветков с ярко-жёлтым венчиком.
Плод — боб.
Число хромосом — 2n=16.

## Охранный статус
Занесён в Красную книгу Кемеровской области России.